# 94e bataillon de tirailleurs sénégalais
Le 94e Bataillon de Tirailleurs Sénégalais (ou 94e BTS) est un bataillon français des troupes coloniales.

## Création et différentes dénominations
- 01/03/1917: Création du 94e Bataillon de Tirailleurs Sénégalais à Biskra
- 20/03/1917: Le bataillon reçoit une compagnie provenant du 93e BTS
- 03/05/1917: Le bataillon reçoit une compagnie provenant du 73e BTS
- --/02/1918: Le bataillon fournit 50 hommes au 29e BTS
- 04/10/1918: Le bataillon fournit des hommes pour la formation du 112e BTS
- 07/11/1918: Le bataillon fournit 58 hommes pour la formation du 114e BTS
- 07/11/1918: Le bataillon fournit 58 hommes pour la formation du 115e BTS
- 07/11/1918: Le bataillon fournit 58 hommes pour la formation du 116e BTS
- 07/11/1918: Le bataillon fournit 58 hommes pour la formation du 135e BTS
- 16/11/1918: Le bataillon fournit des hommes pour la formation du 136e BTS
- --/01/1919: Le bataillon fournit 50 hommes pour la formation du 114e BTS
- --/01/1919: Le bataillon fournit 50 hommes pour la formation du 115e BTS
- --/01/1919: Le bataillon fournit 50 hommes pour la formation du 135e BTS

## Chefs de corps
- 01/03/1917: Capitaine Gouverneur
- 13/09/1917: Capitaine Gillot

## Historique des garnisons, combats et batailles du94eBTS
Mars 1919: Déplacement à Philippeville

### Sources et bibliographie
Mémoire des Hommes